# Cuphea bahiensis
Cuphea bahiensis är en fackelblomsväxtart som först beskrevs av Alicia Lourteig, och fick sitt nu gällande namn av S.A.Graham och T.B.Cavalc.. Cuphea bahiensis ingår i släktet blossblommor, och familjen fackelblomsväxter. Inga underarter finns listade i Catalogue of Life.